# 피터 머피
피터 존 조지프 머피(Peter John Joseph Murphy, 1957년 7월 11일 ~ )는 잉글랜드의 음악가이다. 바우하우스의 일원으로 활동하고 있다.